# Sphinctomyrmex emeryi
Sphinctomyrmex emeryi är en myrart som först beskrevs av Auguste-Henri Forel 1893.  Sphinctomyrmex emeryi ingår i släktet Sphinctomyrmex och familjen myror. Inga underarter finns listade i Catalogue of Life.